# William Baziotes
William Baziotes (* 11. Juni 1912 in Pittsburgh; † 6. Juni 1963 in New York) war ein US-amerikanischer Maler und ein Vertreter des Abstrakten Expressionismus.

## Leben
Baziotes studierte von 1933 bis 1936 an der Nationalen Akademie für Design in New York. Ab Anfang der 1950er Jahre entwickelte er den für ihn charakteristischen Stil von Unterwasserlandschaften, die von sehr wenigen Tieren und Pflanzen bevölkert wurden. Im Jahr 1959 war Baziotes Teilnehmer der documenta 2 in Kassel, im Bereich Malerei.